# Lapinsaaret (ö i Birkaland)
Lapinsaaret är en ö i Finland. Den ligger i sjön Näsijärvi och i kommunen Tammerfors i den ekonomiska regionen Tammerfors och landskapet Birkaland, i den södra delen av landet, 180 km norr om huvudstaden Helsingfors. Öns area är 4,5 hektar och dess största längd är 410 meter i nord-sydlig riktning.  Notera att namnet antyder att det är fråga om flera öar.